# Северный полюс-41
«Северный полюс-41» (СП-41) — российская научно-исследовательская дрейфующая станция, открытая в 2022 году и ставшая первым применением специально построенного судна — ледостойкой самодвижущейся платформы «Северный полюс». Станция была активна с 2 октября 2022 года по 28 апреля 2024 года, суммарная продолжительность работы — 574 дня. В августе 2024 году запланировано начало работы следующей станции «СП-42».
17 сентября 2022 года экспедиция отправилась из Мурманска в направлении Новосибирских островов. Станция была открыта 2 октября 2022 года в 7 часов утра по местному времени в Северном Ледовитом океане на ледовом поле площадью около 42 км². По плану, дрейф станции пройдёт через приполюсный район и завершится в Гренландском море, откуда через пролив Фрама платформа «Северный полюс» вернётся в Мурманск. Использование не имеющего аналогов судна существенно расширило возможности экспедиции и гарантировало её устойчивость по сравнению с прерванной из-за таяния льдов экспедицией «СП-40» 2013 года.

## Цели и задачи станции
Научная программа экспедиции была сформулирована в июне 2022 года и включает в себя исследования закономерностей и причин изменения климата Арктики в годовом цикле при помощи результатов комплексных измерений в атмосфере, во льду и в океане, проверка прогнозов, связанных с изменением климата. Предполагается, что собранные данные повысят безопасность навигации по Северному морскому пути. Серия подспутниковых экспериментов призвана улучшить результаты дешифровки и интерпретации спутниковых снимков.

## Инфраструктура дрейфующей станции «Северный Полюс-41»

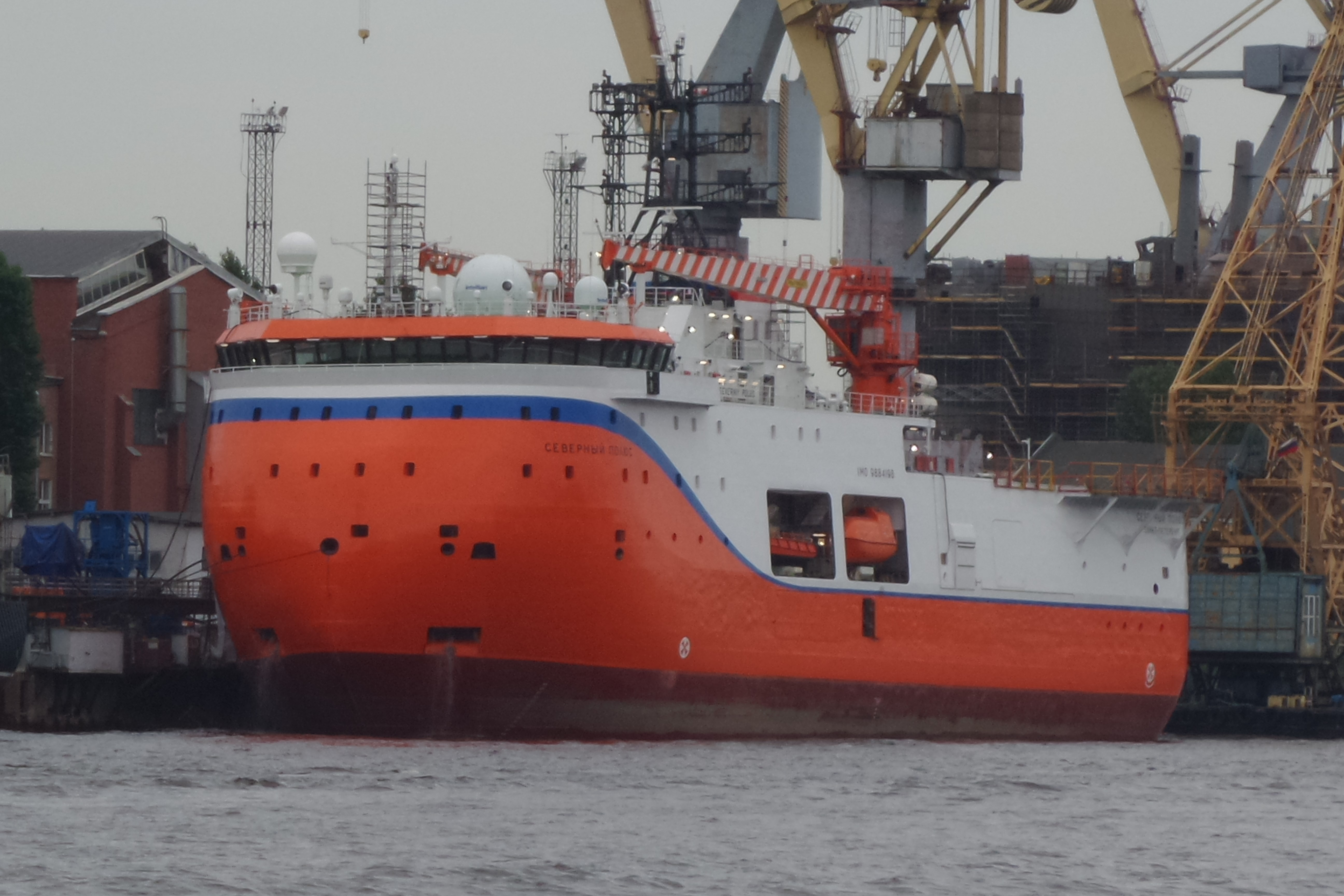
ЛСП «Северный полюс» у достроечной стенки завода «Адмиралтейские верфи», Санкт-Петербург, июль 2022 года

В отличие от всех предыдущих экспедиций, ядром станции является судно специальной постройки — ледостойкая самодвижущаяся платформа «Северный полюс», служащая одновременно транспортным средством, местом проживания, научно-исследовательским центром, в том числе имеется 15 лабораторий и серверная система хранения полученных данных, в корпус судна вмонтированы датчики для изучения ледовой обстановки. Радиус сети наблюдений вокруг платформы составит до нескольких десятков километров. В арсенале учёных есть беспилотные летающие аппараты, метеорологические буи, управляемые подводные аппараты.
В дополнение к бортовой инфраструктуре предусмотрено строительство ледового научного лагеря, подготовка которого была завершена в ноябре. Лагерь включает в себя легковозводимые геофизический, лёдоисследовательский и метеорологические дома-лаборатории, а также океанографический терминал, магнитный павильон, мастерскую, ледовый морфометрический полигон и полигон «Торос». Новый формат — с поддержкой ледостойкой платформой — показал свою эффективность, так как для обустройства лагеря потребовалось не больше месяца.
Было запланировано возведение гаража для обслуживания техники, развёртывание измерительной системы по исследованию крупномасштабных колебаний ледяного покрова и его отклика на атмосферные возмущения. В январе планировалось оборудование двух вертолётных площадок, а также взлётно-посадочной полосы, способной принимать самолёты Ан-74.
На станции находятся 34 человека научного персонала и 14 членов экипажа ЛСП «Северный полюс». За время работы экспедиции дважды будет проведена ротация состава полярников.

## Ход экспедиции
К концу июля 2023 года станция продрейфовала 1300 км в генеральном направлении, суммарный дрейф составил 2700 км, СП-41 находилась к северу от Шпицбергена. 27 июля из Санкт-Петербурга к станции отправилось судно «Академик Трёшников» с припасами и сменным экипажем — ротацию пройдут 5 учёных и 16 членов экипажа судна, причём если экипаж при этом заменяется полностью, то научный состав остаётся неизменным на 80 %.
28 апреля 2024 года был торжественно спущен флаг станции, лагеря были свёрнуты и ЛСП «Северный Полюс» начала самостоятельное движение к кромке льда. 17 мая экспедиция вернулась в Мурманск. Суммарно станция прошла путь более 3000 миль, генеральный дрейф составил более 900 миль. В ходе работы станции выполнена научная программа, состоявшая из 50 направлений междисциплинарных научных исследований, от океанского дна на глубинах до 5000 м до стратосферы.